# Začetni oligonukleotid
Začétni óligonukleotíd ali óligonukleotidni začétnik (angleško oligonucleotide primer), tudi samo začétnik (primer), je oligonukleotid, ki je potreben za začetek podvojevanja DNK, pri katerem sodeluje encim DNK-polimeraza. Ta lahko namreč le podaljšuje že obstoječo verigo nukleinske kisline in je ne more sintetizirati čisto na novo, saj potrebuje prosto skupino OH na 3'-koncu podaljševane verige. Začetni oligonukleotidi so bodisi molekule DNK bodisi RNK. V celicah je pri podvojevanju DNK začetni oligonukleotid RNK, ki jo sintetizira encim primaza. 
Začetni oligonukleotidi so potrebni tudi pri metodah podvojevanja DNK, ki potekajo in vitro, na primer pri verižni reakciji s polimerazo. V teh primerih običajno uporabljajo kemično sintetizirane začetne oligonukleotide s točno določenim zaporedjem, s čimer dosežejo specifičnost pomnoževanja.